# آرام روانشاد
آرام روانشاد (متولد ۱۳۵۵) داستان‌نویس و منتقد ادبی و ویراستار ایرانی است. آثار او نامزد و برگزیده رقابت‌های ادبی متعدد شده‌است. از جمله می‌توان به نامزدی و برگزیده شدن در رقابت‌های جایزه ادبی مهرگان  و جایزه صادق هدایت اشاره کرد. آثار این نویسنده بارها مورد نقد و بررسی رسانه‌ها قرار گرفته‌است.

## معرفی
آرام روانشاد سال ۱۳۵۵ به دنیا آمده‌است. او نویسنده و دانش‌آموخته زبان و ادبیات فارسی است. او علاوه بر نویسندگی در زمینه تئاتر نیز فعالیت دارد. نوشتن را از اوائل دهه هشتاد خورشیدی از حلقه قصه شیراز آغاز کرده‌است از در اوائل کار نویسندگی از کارگاه‌ها و تجربه‌های ابوتراب خسروی و محمد کشاوز نیز بهره برده‌است.

## آثار
آرام روانشاد به عنوان نویسنده، فیلم‌نامه‌نویس و ویراستار آثاری را در زمینه ادبیات و نقد ادبی عرضه کرده‌است.
آثار داستانی
- مجموعه داستان دو زن زیبا نشر نیماژ ۱۴۰۰[۱۵][۱۷][۱۸][۱۹]
- رمان به پشت سر نگاه نکن  ۱۳۸۸ نشر نگیما[۱۲][۱۳]
- توی این رختخواب نرم خوابم نمی‌برد، گردآوری و ویرایش این نویسنده از داستان‌های برگزیده جایزه ادبی صادق هدایت از سال ۱۳۸۰ تا ۱۳۸۹[۲۰][۲۱]
- ساعت ویرانی نشر مروارید ۱۳۹۳[۲۲][۲۳]

ویراستاری
به قلم آرام روانشاد، ترجمه‌های متعددی از آثار انگلیسی، ویرایش و منتشر شده‌است.
- صبح جادویی در زندگی: ۶ عادتی که قبل از ساعت هشت، زندگی‌تان را متحول خواهد کرد، نویسنده هال الرود، مترجم فهیمه فتحی،انتشارات آرایان‏‫، ۱۳۹۸.
- صبح جادویی در روابط: چگونه عشقی تزلزل‌ناپذیر و شوری بی‌امان بیافرینیم که عمری دوام داشته باشد نویسنده هال الرود، پل و استیسی مارتینو، مترجم پروین طلی انتشارات آرایان‏‫، ‏۱۴۰۰.[۱]
- با هر دو طرف مغزت بنویس: تکنیک‌های موفقیت‌آمیز برای کسانی که می‌نویسند، نویسنده هنریت‌آن کلاوسر، مترجم فهیمه فتحی،انتشارات آرایان‏‫، ‏‫۱۳۹۸.[۲۵]
- حرف دلت را بنویس: چگونه در دنیای آشفته امروز، قلب‌هایمان را به هم نزدیک کنیم، نویسنده هنریت‌آن کلاوسر، مترجم فهیمه فتحی،انتشارات آرایان‏‫، ۱۳۹۹.[۲۶]
- غریزه: قدرت رهایی نیروهای ذاتی، نویسنده تی.دی. جیکس، مترجم مریم سیاحی انتشارات آرایان‏‫، ۱۳۹۸.[۲]

فیلم‌نامه
فیلم‌نامه «نه تو مانی و نه من» کارگردانی سپیده میرحسینی

## نقد و بررسی
«باید گزارش خبری را که روز قبل تهیه کرده بود، تمام می‌کرد. لباسش را عوض کرد و پشت میز نشست. قبل از شروع کار، دفتر نتش را درآورد و مدتی به اشکال و خط و خطوطی که استاد کشیده بود، نگاه کرد. نگاه کردن به خط، از یک حس تازه لبریزش کرد…»

به پشت سر نگاه نکن
در معرفی رمان به پشت سر نگاه نکن عنوان شده‌است:

به پشت سر نگاه نکن از زبان راوی سوم شخص و در بخش‌هایی کوتاه، راوی اول شخص روایت شده‌است. در این رمان احساسات نویسنده در آغاز به کار نوشتن داستان همراه با تکه‌های کمرنگی از واکنش‌های درونی او نسبت به وقایع داستانی، در بخش‌هایی از کتاب، بیان شده‌است. این داستان ضمن آنکه با زبانی ساده و امروزی نوشته شده‌است از مضامین پیچیده‌ای در ارتباط با دنیای درونی قهرمانان نشان دارد که در سطر به سطر کتاب و نسبت قهرمانان داستان با یکدیگر نمود یافته‌اند. نویسنده در این رمان سعی داشته تا ضمن آنکه نقش تلاش انسان را در تعیین سرنوشتش بازگو می‌کند از تقدیری بودن برخی وقایع بنویسد.

نویسنده در توضیح عنوان کتاب گفته بود:

این نام در واقع یک نماد است که در اسطوره‌های یونان باستان، داستانی دربارهٔ آن وجود دارد و دربارهٔ قهرمانی است که برای رسیدن به محبوبش نباید به پشت سرش نگاه کند؛ این در حالی است که طبق بسیاری از آیین‌ها و اسطوره‌ها و حتی سخنان بزرگان، وقتی انسان قدم به راه جدیدی می‌گذارد، نباید به پشت سرش نگاه کند.
همچنین در معرفی مجموعه داستان دو زن زیبا آمده‌است:

«دو زن زیبا» مجموعه داستانی متشکل از هشت داستان با محوریت زنان است که چند داستان آن در جوایز ادبی برنده شده‌اند؛ در تمامی داستان‌های «دو زن زیبا» با زنی مواجه می‌شویم که در مواجهه با یک موقعیت خاص در زندگی قرار گرفته و حالا باید راهی برای مقابله یا کنار آمدن با آن پیدا کند.

رمان ساعت ویرانی داستان دو راوی دارد و از ویژگی‌هایش فقدان قطعیت است و حکمی در رمان صادر نمی‌شود. «ساعت ویرانی» هفت شخصیت دارد و داستان در یک بازه زمانی سه روزه روایت می‌شود.
در نقد منتشر شده در خبرگزاری ایبنا دربارهٔ این اثر آمده‌است:

«ساعت ویرانی» در دو اپیزود اصلی قرار است سطوح مختلف روابط عاطفی آدمی را در مواجهه با اطرافیانش، اعم از خانواده، دوستان، عشق‌ها و …، در یک قطع کوچک نمایش دهد. بخش اول یا همان «رفتن یا نرفتن؟ مسئله این است…» از زبان یکی از شخصیت‌های اصلی و بخش دوم «گفتن یا نگفتن؟ مسئله این است…» با روایت یکی دیگر از شخصیت‌های محوری داستان نقل می‌شود. همان‌طور که از نامگذاری دو بخش این رمان پیداست، «مسئله» مهم برای هر یک از شخصیت‌های کتاب به دغدغه همان کاراکتر برمی‌گردد؛ مردی که در گیر و دار لایه‌های عاطفی رابطه‌اش با همسری است که یک زندگی غیرمعمول با او را می‌گذراند و زنی که رونده و رمنده از زندگی سال‌های گذشته، اکنون در مواجهه با روابط مختلف خانوادگی، اجتماعی و عاطفی قرار گرفته و سعی در باز کردن گره‌ها، پاسخ دادن به سؤال‌ها و گاه انتخاب‌های خود دارد.

در نشست نقد کتاب ساعت ویرانی عنوان شده بود:
ساعت ویرانی از درونمایه‌ای پخته و پرورده برخوردار است. این کتاب هم در حوزه اندیشه و معنا و هم قصه‌پردازی به‌طور همزمان موفق بوده‌است. مسئله اصلی داستان این کتاب، آدم‌های ترک شده هستند.
ضحی کاظمی داستان‌نویس نیز در نقد و بررسی رمان ساعت ویرانی نوشته بود:
اولین رمان آرام روانشاد، خوش‌خوان و روان است و موضوع جالب و جدید آن، خواننده را به‌راحتی با خود همراه می‌کند. «ساعت ویرانی»، قالب روایی متفاوتی نسبت به اغلب کارهای منتشرشده دارد. از فصل‌های کوتاه یک یا دوصفحه‌ای و رفت و برگشت‌های ثابت و مشخص زمانی اثری نیست. در این رمان ماجرای اصلی به صورت روایتی دوسویه از واقعیت ارایه می‌شود و اتفاقات و شخصیت‌های داستان مدام در برابر خواننده پوست می‌اندازند. گویی ویران شده و دوباره از نو ساخته می‌شوند. واگویه‌های دو راوی، «اشکان» و «مرجان» که زن و شوهرند به ترتیب در معرض خوانش مخاطب قرار می‌گیرد. هردو روایت حول ماجرای واحدی می‌چرخد: رفتن مهران و بردن پول‌های خانواده. حالا تصمیم‌گیری بر سر ماندن یا رفتن مرجان است که سال‌هاست از خانواده‌اش بریده و راه خود را پیش گرفته‌است.

## افتخارات
- ساعت ویرانی، به عنوان نامزد رقابت ادبی مهرگان در سال ۱۳۹۲–۱۳۹۳ معرفی شد.[۵][۶]
- تک داستان «فقط می‌خواستم یک فنجان قهوه بخورم» نامزد دهمین دوره جایزه داستان کوتاه صادق هدایت شد.[۷]
- تک داستان «خاکستری» برگزیده هشتمین دوره جایزه داستان کوتاه صادق هدایت شد.[۸]

## دیگر فعالیت‌ها
آرام روان‌شاد در فعالیت‌های متعددی  دیگر در حوزه ادبیات را دنبال کرده است از آن جمله حضور در نشست‌های نقد به عنوان منتقد یا داوری رقابت‌های ادبی می‌توان اشاره کرد.
- داوری پنج دوره جایزه داستان کوتاه صادق هدایت[۳۲]
- داوری دومین دوره جایز داستان کوتاه نیشابور[۳۲]
- دبیری جایزه و رویداد ادبی باخانه‌مان[۳۳][۳۴]

سانسور آثار و دیدگاه‌های اجتماعی
- پژوهش این نویسنده و منتقد ادبی دربارهٔ فروغ فرخزاد[۳۵] با عنوان خالی بی‌پایان مجوز نشر نگرفت و از انتشار بازماند.[۲۷]

نویسنده در توضیحی در این‌باره گفته بود:

کتاب پژوهشی دربارهٔ فروغ فرخزاد را با نام «خالی بی‌پایان» نوشته‌ام و قرار بود توسط نشر ایده منتشر شود اما هنوز موفق به دریافت مجوز نشده‌است. بالاخره مسئله فروغ فرخزاد حساس است و این کتاب هنوز موفق به دریافت مجوز نشده‌است. جالب اینجاست که دربارهٔ این کتاب هیچ اصلاحیه و پاسخی نگرفتیم و تنها در سکوت گفته‌اند که باید فعلاً منتظر بمانیم. این اثر از سه منظر فروغ فرزخزاد را مورد واکاوی و بررسی قرار داده‌است؛ فروغ زن، فروغ شاعر و فروغ فیلم‌ساز. نگاه به فروغ فرخزاد در «خالی بی‌پایان» از زاویه‌ای کاملاً متفاوت با آنچه تاکنون دربارهٔ او نوشته شده‌است؛ روایت می‌شود و مهم‌ترین نکته در این اثر تأکید بر تقدس‌زدایی از فروغ و خوانش او، آثار و زندگی‌اش همچون یک زن و یک انسان است با تمام نوسانات روحی و روانی یک انسان.

او از جمله نویسندگانی بود  که پی‌‌آیند اعتراض‌های 1401 همراه با  جمعی از دیگر نویسندگان در بیانیه‌ایی نسبت  از  سرکوب مردم معترض انتقاد کرد.